# Кобрусев, Аркадий Тарасович
Аркадий Тарасович Кобрусев (бел. Аркадзь Тарасавіч Кобрусеў; 24 июля 1937, поселок Ивашково Буда-Кошелёвского района Гомельской области) — Герой Социалистического Труда. Заслуженный работник сельского хозяйства БССР.

## Биография
Родился 24 июля 1937 года в посёлке Ивашково (ныне в составе д. Новая Гусевица) Уваровичского района Гомельской области. Белорус. Отец — Тарас Степанович Кобрусев — заслуженный механизатор сельского хозяйства БССР (1967).
Трудовую деятельность начал в 1956 году колхозником колхоза имени Ленина Уваровичского района.
Участвовал в освоении целинных земель, позже работал инструктором, секретарем Уваровичского райкома ЛКСМБ.
В 1963 году заочно окончил Белорусскую сельскохозяйственную академию.
С июня 1964 года — инспектор-организатор Гомельского производственного колхозно-совхозного управления, с февраля 1965 года — заместитель начальника управления сельского хозяйства Гомельского райисполкома, с декабря 1969 года — заместитель председателя Гомельского райисполкома — начальник управления сельского хозяйства, с октября 1979 года — директор совхоза «Брилево» Гомельского района.
Совхоз «Брилево» на протяжении многих лет занимал первые места в Беларуси по урожайности овощей открытого грунта и производства молока. Так, в 2011 году было собрано 10700 тонн овощей, а удой молока на одну корову в 2015 году составил 9372 кг. В совхозе был построен консервный завод, который перерабатывает овощи и фрукты, которые производятся в совхозе.
В августе 1988 года за достигнутые успехи в увеличении производства сельскохозяйственной продукции на основе интенсивных технологий и передовых методов организации труда в областях земледелия и животноводства и за проявленную трудовую доблесть А. Т. Кобрусеву присвоено звание Героя Социалистического Труда. Аркадий Тарасович награжден двумя орденами Ленина, двумя орденами «Трудового Красного Знамени», орденом «Знак Почёта», юбилейной медалью «За доблестный труд» в ознаменовании 100-летия со дня рождения В. И. Ленина, медалью «За освоение целинных земель», Почётной грамотой Национального собрания Республики Беларусь. Аркадий Тарасович является заслуженным работником сельского хозяйства БССР.
Избирался членом Совета Республики Национального собрания Республики Беларусь второго и третьего созывов.
В мае 2011 года присвоено звание «Почётный гражданин Гомельского района».

## Награды и звания
- Медаль «Серп и Молот»
- Два ордена Ленина (1982, 1988)
- Два ордена Трудового Красного Знамени (1971, 1973)
- Орден Отечества III степени (2017)[3]
- Орден «Знак почёта» (1976)
- Медали ВДНХ СССР
- Медаль «За освоение целинных земель»
- Юбилейная медаль «За доблестный труд»
- Почётные грамоты Верховного Совета БССР
- Почётные грамоты Национального собрания Республики Беларусь
- Почётные грамоты Совета Министров Республики Беларусь
- Заслуженный работник сельского хозяйства БССР
- Почётный гражданин Гомельского района[1][2].
- Медаль «100 лет органам государственного управления сельского хозяйства и продовольствия Беларуси» (2019)
- Нагрудный знак Министерства сельского хозяйства и продовольствия Республики Беларусь «За заслугі ў сельскай гаспадарцы» (2021)
- Благодарность Президента Республики Беларусь (2001, 2022)[4]
- Юбилейный знак «80-летие освобождения Гомеля от немецко-фашистских захватчиков» (2024).